# Марковский, Владимир Иванович
Владимир Иванович Марковский (27 ноября 1913 — 26 октября 1986) — советский военный деятель, контр-адмирал (1957). Участник войны с Японией (1945).

## Биография
В. И. Марковский родился 27 ноября 1913 года в Витебске в семье железнодорожника. 
После окончания школы работал плотником, каменщиком, помощником мастера. В 1932 году окончил Ленинградский горный техникум, в 1937 году Ленинградское высшее военно-морское училище имени М. В. Фрунзе. Службу проходил командиром боевой части подводной лодки на Тихоокеанском флоте. В 1939 году окончил академические курсы комсостава и продолжал службу на Дальнем Востоке.
Во время советско-японской войны командовал дивизионом торпедных катеров и проявил отвагу во время высадки передового отряда морского десанта в порт Сэйсин 13 августа 1945 года.
С 1954 года служил военным комендантом Порт-Артура, на Северном флоте. В 1961 году участвовал в испытаниях ядерного оружия на архипелаге Новая Земля. В 1962—1972 годах В. И. Марковский — командир 1-го учебного отряда ВМФ СССР в Пинске.
Умер 26 октября 1986 года.

## Награды
- орден Ленина
- 2 ордена Красного Знамени
- орден Отечественной войны 1 степени
- 3 ордена Красной Звезды
- орден Корейской Народно-Демократической Республики
- медали.